# Château-Fromage (Vendée)
Pour les articles homonymes, voir Château-Fromage.
Château-Fromage est une ancienne commune de Vendée qui fusionna, en 1827, avec la commune voisine : Le Bourg-sous-la-Roche-sur-Yon. Elle-même fusionnera plus tard, en 1964, avec la ville de La Roche-sur-Yon. Aujourd'hui, Château-Fromage a donné son nom à l'échangeur routier est de La Roche-sur-Yon, 

## Toponymie
Selon Jean-Loïc Le Quellec, Château-Fromage serait un ancien Castrum Casae, c'est-à-dire "château du domaine". Très tôt (première mention au XIIe siècle), le nom latin aurait été modifié en Castrum Casei qui se traduit en français par Château-Fromage. En poitevin, la commune est appelée Chatea-Callebote.

## Histoire
Au Moyen Âge, l'essentiel du territoire de Château-Fromage correspond à une seigneurie vassale de La Chaize-le-Vicomte, donc vassale des vicomtes de Thouars. Au XIIIe siècle, la seigneurie de Château-Fromage appartient à la famille Radulphe (ou Raos). Des chartes nous donnent le nom d'un Guillaume Raos (en 1218 et en 1229) et de son frère prénommé également Guillaume (cité en 1244). À la fin du XVe siècle, elle passe entre les mains de la famille de Chasteaubriand qui possède les Roches-Baritaud et le Plessis-Bergeret, ce dernier domaine s'étendant sur la majeure partie du territoire de la Ferrière. Cette famille conserve les deux seigneuries mitoyennes jusqu'au XVIIIe siècle. À cette époque, à "l'emplacement où étoit autrefois bâti le manoir seigneurial dudit Château-Fromage, situé proche le bourg dudit lieu, [sont plantés] plusieurs arbres, chaînes (sic) et charmes fermés d'anciens fossés". Il pourrait s'agir de la parcelle dénommée le pré des doues sur le cadastre de 1809.
Château-Fromage forme une paroisse citée à partir du XIIe siècle et qui dépendait de l'abbaye de Nieul-sur-l'Autize. Son église Saint-Eutrope est incendiée pendant les guerres de Vendée et ne sera jamais relevée. En 1805, le préfet ordonne sa vente ainsi que celle de la cure. Il n'en reste rien aujourd'hui.
En 1827, la commune est rattachée à celle du Bourg-sous-la-Roche. Il faut dire qu'elle comptait fort peu d'habitants : 59 feux au XVIIe siècle (soit environ 295 habitants), 287 habitants lors du recensement de 1820.

## Liste des maires[3]
| Période                                  | Période | Identité                         | Étiquette | Qualité                                                      |
| ---------------------------------------- | ------- | -------------------------------- | --------- | ------------------------------------------------------------ |
| 1797                                     | 1797    | François Brunet (1ère fois)      |           | "Agent municipal" (cité en thermidor an V)                   |
| 1798                                     | 1800    | René Biret (1ère fois)           |           | "Agent municipal" (cité à partir de nivôse an VI)            |
| 1800                                     | 1803    | Pierre Faverout                  |           | "Maire" (1er à porter ce titre - Loi du 28 pluviose an VIII) |
| 1803                                     | 1808    | René Biret (2è fois)             |           | Farinier (le Penaud)                                         |
| 1808                                     | 1812    | François Brunet (2è fois)        |           | Propriétaire (la Tétaudière)                                 |
| 1813                                     | 1825    | Alexandre de Buor de la Couperie |           | Propriétaire (la Couperie, cne du Bourg-sous-la-Roche)       |
| 1825                                     | 1827    | François Brunet (3è fois)        |           |                                                              |
| Les données manquantes sont à compléter. |         |                                  |           |                                                              |

## Culture
Avant de faire de Pougne-Hérisson le "nombril du monde", le conteur poitevin Yannick Jaulin a situé plusieurs de ses contes à Château-Fromage.